# Aad van der Struijs
Aad van der Struijs (13-12-1937) is een Rotterdamse journalist en radiomaker.
Van der Struijs begon in 1952 als leerling-journalist voor het dagblad Trouw, werkte daarna bij diverse media en ging in 2000 met pensioen.
Daarnaast was radio maken zijn grote passie. Die activiteiten bracht hij vanaf 1962 in de praktijk bij de Ziekenomroep RANO-ROTTERDAM. In 1979 werd hij onderscheiden met de zilveren Wolfert van Borselenpenning van de gemeente Rotterdam voor zijn vele vrijwilligerswerk voor sociale en maatschappelijke doelen.
Begin jaren 80 in de 20ste eeuw, kreeg hij de leiding over 'het Geluidsarchief' van het Rotterdams Gemeentearchief, In 2000 kreeg hij daarvoor ook de gemeentelijke zilveren Erasmusspeld.
Van der Struijs is de maker van honderden historisch getinte geluidsdocumentaires over Rotterdam, die werden vervaardigd in opdracht van (en ook in het bezit zijn van) het Rotterdamse gemeentearchief (nu Rotterdams Stadsarchief).
Ná zijn pensionering heeft hij typisch Rotterdamse programma's gemaakt voor het lokale station Stads Radio Rotterdam.
Tussen 2005 en 2012 heeft hij zich in de veertiendaagse krant 'De Oud-Rotterdammer' gepresenteerd als de Spionneur. In de rubriek 'In het Spionnetje' gaf hij een persoonlijke weergave van het Rotterdam van toen en nu.
Sinds medio 2023 is hij op maan-, woens- en vrijdag tussen 13 en 15 uur (ECT) te beluisteren bij de internet radiostation   https://radiodrechtstreek.nl met het programma 'Struijsvogel Politiek'. In dit programma wordt muziek van de jaren '40 tot heden ten gehore gebracht. Met politiek heeft dit programma niets te maken. Dit programma, met live presentatie, maakt hem tot één van de oudste Dj's in Nederland/Europa/Wereld *)  n.b. *) Doorhalen wat niet van toepassing is.